# UEFA Champions League 2011-2012
La UEFA Champions League 2011-2012 è stata la 57ª edizione (la 20ª con la formula attuale) di questo torneo di calcio europeo per squadre di club maggiori maschili organizzato dall'UEFA.
La sede della finale è stato l'Allianz Arena di Monaco di Baviera, anche se lo stadio è stato rinominato Fußball Arena München in quanto l'UEFA non consente la sponsorizzazione da parte di aziende che non sono tra i suoi partner organizzatori. Come parte di un processo iniziato nell'edizione 2009-10 dell'UEFA Europa League sono stati utilizzati due arbitri extra dietro le due porte in tutte le partite della competizione, a partire dal turno di qualificazione.
La squadra vincitrice, ovvero gli inglesi del Chelsea, ottiene anche il diritto di partecipare alla Supercoppa UEFA 2012 e alla Coppa del mondo per club FIFA 2012. Per il Chelsea è stato il primo trionfo in questa competizione.

## Formula

### Compagini ammesse
A questa edizione prendono parte 76 squadre di 52 delle 53 federazioni affiliate all'UEFA (è esclusa la federazione del Liechtenstein in quanto non organizza una competizione nazionale) secondo la seguente tabella:
| Posizione della federazione in base al coefficiente UEFA 2010 | Numero di squadre partecipanti |
| ------------------------------------------------------------- | ------------------------------ |
| 1-3                                                           | 4                              |
| 4-6                                                           | 3                              |
| 7-15                                                          | 2                              |
| 16-52                                                         | 1                              |

### Sistema di qualificazione alla fase a gironi

#### Considerazioni generali
Confermato anche per questa edizione il sistema di qualificazione alla fase a gironi basato sulle riforme introdotte dall'UEFA il 30 novembre 2007: un totale di 22 squadre hanno accesso diretto alla fase a gironi e per i preliminari, parallelamente ai tradizionali turni di qualificazione (ridenominati "Campioni" dal terzo turno in avanti) riservati alle squadre campioni dei Paesi dalla 13ª posizione in giù, due turni di qualificazione, denominati "Piazzati", vedono coinvolte le squadre non campioni dei 15 Paesi a più alto coefficiente.

#### Schema dei preliminari
- Primo turno (4 squadre):
  - 4 club campioni nazionali dai Paesi con posizione 50-53.
- Secondo turno (34 squadre):
  - 2 vincitori del primo turno;
  - 32 club campioni nazionali dai Paesi con posizione 17-49 (escluso il Liechtenstein).
- Terzo turno (20 squadre):
  - 17 vincitori del secondo turno;
  - 3 club campioni nazionali dai Paesi con posizione 14-16.
- Terzo turno "Piazzati" (10 squadre):
  - 1 club terzo nel campionato nazionale del Paese con posizione 6;
  - 9 club secondi nel campionato nazionale dei Paesi con posizione 7-15.
- Play-off "campioni" (10 squadre):
  - 10 vincitori del terzo turno "Campioni" (i 10 sconfitti del terzo turno "Campioni" accedono al turno di spareggi dell'UEFA Europa League 2011-2012).
- Play-off "Piazzati" (10 squadre):
  - 5 vincitori del terzo turno "Piazzati" (i 5 sconfitti del terzo turno "Piazzati" accedono al turno di spareggi dell'UEFA Europa League 2011-2012);
  - 3 club quarti nel campionato nazionale dei Paesi con posizione 1-3;
  - 2 club terzi nel campionato nazionale dei Paesi con posizione 4-5.

#### Schema delle squadre qualificate
- 5 vincitori dei Play-off "Campioni" (i 5 sconfitti accedono alla fase a gironi dell'UEFA Europa League 2011-2012).
- 5 vincitori dei Play-off "Piazzati" (i 5 sconfitti accedono alla fase a gironi dell'UEFA Europa League 2011-2012).
- 3 club terzi nel campionato nazionale dei Paesi con posizione 1-3.
- 6 club secondi nel campionato nazionale dei Paesi con posizione 1-6.
- 13 club campioni nazionali dei Paesi con posizione 1-13.

### Fase a gironi
Se due o più squadre di uno stesso gruppo si trovano a pari punti alla fine degli incontri della fase a gironi, sono applicati i seguenti criteri per stabilire la classifica del gruppo stesso:
1. Maggior numero di punti ottenuti negli scontri diretti della fase a gironi (classifica avulsa);
2. Migliore differenza reti ottenuta negli scontri diretti della fase a gironi (classifica avulsa);
3. Maggior numero di reti segnate complessivamente durante gli scontri diretti della fase a gironi (classifica avulsa);
4. Maggior numero di reti segnate in trasferta durante gli scontri diretti della fase a gironi (classifica avulsa);
5. In caso di più squadre a pari punti, se utilizzando i criteri dall'1 al 4 due squadre sono ancora pari, questi criteri vengono riutilizzati considerando i soli incontri fra queste due;
6. Miglior differenza reti complessiva, considerando tutte le partite giocate nella fase a gironi;
7. Maggior numero di reti segnate complessivamente, considerando tutte le partite della fase a gironi;
8. Miglior coefficiente UEFA di luglio 2011.

Accederanno agli ottavi di finale le 16 squadre che concluderanno questa fase al primo e al secondo posto nel rispettivo gruppo. Le squadre classificatesi terze accederanno ai sedicesimi di finale dell'UEFA Europa League 2011-2012.

### Fase a eliminazione diretta
Gli ottavi di finale, i quarti di finale e le semifinali si disputano con gare di andata e ritorno mentre la finale si disputa con partita unica. Tutti gli accoppiamenti del tabellone sono sorteggiati.

## Date
| Fase                        | Turno            | Sorteggio               | Andata                                            | Ritorno                                           |
| --------------------------- | ---------------- | ----------------------- | ------------------------------------------------- | ------------------------------------------------- |
| Qualificazioni              | Primo turno      | 20 giugno 2011 (Nyon)   | 28 giugno 2011                                    | 5-6 luglio 2011                                   |
| Qualificazioni              | Secondo turno    | 20 giugno 2011 (Nyon)   | 12-13 luglio 2011                                 | 19-20 luglio 2011                                 |
| Qualificazioni              | Terzo turno      | 15 luglio 2011 (Nyon)   | 26-27 luglio 2011                                 | 2-3 agosto 2011                                   |
| Qualificazioni              | Play-off         | 5 agosto 2011 (Nyon)    | 16-17 agosto 2011                                 | 23-24 agosto 2011                                 |
| Fase a gironi               | Prima giornata   | 25 agosto 2011 (Monaco) | 13-14 settembre 2011                              | 13-14 settembre 2011                              |
| Fase a gironi               | Seconda giornata | 25 agosto 2011 (Monaco) | 27-28 settembre 2011                              | 27-28 settembre 2011                              |
| Fase a gironi               | Terza giornata   | 25 agosto 2011 (Monaco) | 18-19 ottobre 2011                                | 18-19 ottobre 2011                                |
| Fase a gironi               | Quarta giornata  | 25 agosto 2011 (Monaco) | 1º-2 novembre 2011                                | 1º-2 novembre 2011                                |
| Fase a gironi               | Quinta giornata  | 25 agosto 2011 (Monaco) | 22-23 novembre 2011                               | 22-23 novembre 2011                               |
| Fase a gironi               | Sesta giornata   | 25 agosto 2011 (Monaco) | 6-7 dicembre 2011                                 | 6-7 dicembre 2011                                 |
| Fase a eliminazione diretta | Ottavi di finale | 16 dicembre 2011 (Nyon) | 14-15 e 21-22 febbraio 2012                       | 6-7 e 13-14 marzo 2012                            |
| Fase a eliminazione diretta | Quarti di finale | 16 marzo 2012 (Nyon)    | 27-28 marzo 2012                                  | 3-4 aprile 2012                                   |
| Fase a eliminazione diretta | Semifinali       | 16 marzo 2012 (Nyon)    | 17-18 aprile 2012                                 | 24-25 aprile 2012                                 |
| Fase a eliminazione diretta | Finale           | 16 marzo 2012 (Nyon)    | 19 maggio 2012 (Allianz Arena, Monaco di Baviera) | 19 maggio 2012 (Allianz Arena, Monaco di Baviera) |

## Squadre partecipanti
I club sono stati ordinati in base al loro coefficiente UEFA. Accanto ad ogni club è riportata la posizione in classifica nei loro rispettivi campionati.

(*) Campione in carica.
| Fase a gironi        | Fase a gironi               | Fase a gironi         | Fase a gironi          |  |
| -------------------- | --------------------------- | --------------------- | ---------------------- |  |
| Barcellona* (1º)     | Milan (1º)                  | Ajax (1º)             | Borussia Dortmund (1º) |  |
| Manchester Utd (1º)  | Šachtar (1º)                | Bayer Leverkusen (2º) | Napoli (3º)            |  |
| Chelsea (2º)         | Valencia (3º)               | Olympiacos (1º)       | Trabzonspor (2º)       |  |
| Real Madrid (2º)     | CSKA Mosca (2º)             | Manchester City (3º)  | Oțelul Galați (1º)     |  |
| Porto (1º)           | Marsiglia (2º)              | Lilla (1º)            |                        |  |
| Inter (2º)           | Zenit (1º)                  | Basilea (1º)          |                        |  |
| Play-off             |                             |                       |                        |  |
| Campioni             | Piazzati                    | Piazzati              | Piazzati               |  |
|                      | Bayern Monaco (3º)          | Lione (3º)            | Udinese (4ª)           |  |
| Arsenal (4º)         | Villarreal (4º)             |                       |                        |  |
| Terzo turno          |                             |                       |                        |  |
| Campioni             | Piazzati                    | Piazzati              | Piazzati               |  |
| Rangers (1º)         | Benfica (2º)                | Standard Liegi (2º)   | Trabzonspor (2º)       |  |
| Copenaghen (1º)      | Dinamo Kiev (2º)            | Rubin (3º)            | Vaslui (3º)            |  |
| Genk (1º)            | Panathīnaïkos (1º play-off) | Zurigo (2º)           |                        |  |
|                      | Twente (2º)                 | Odense (2º)           |                        |  |
| Secondo turno        |                             |                       |                        |  |
| BATĖ Borisov (1º)    | Liteks Loveč (1º)           | Shamrock Rovers (1º)  | HB Tórshavn (1º)       |  |
| Maccabi Haifa (1º)   | Slovan Bratislava (1º)      | Dacia Chișinău (1º)   | Linfield (1º)          |  |
| Dinamo Zagabria (1º) | Viktoria Plzeň (1º)         | P'yownik (1º)         | Tobyl (1º)             |  |
| Rosenborg (1º)       | Maribor (1º)                | Borac Banja Luka (1º) | Flora Tallinn (1º)     |  |
| Partizan (1º)        | HJK (1º)                    | Mogren (1º)           | Breiðablik (1º)        |  |
| APOEL (1º)           | Ekranas (1º)                | Skonto (1º)           | Neftçi Baku (1º)       |  |
| Wisła Cracovia (1º)  | Zest'aponi (1º)             | Fehérvár (1º)         | Škendija (1º)          |  |
| Sturm Graz (1º)      | Malmö FF (1º)               | Bangor City (1º)      | Skënderbeu (1º)        |  |
| Primo turno          |                             |                       |                        |  |
| F91 Dudelange (1º)   | Valletta (1º)               | FC Santa Coloma (1º)  | Tre Fiori (1º)         |  |

## Risultati

### Qualificazioni

#### Primo turno
| Squadra 1       | Totale | Squadra 2     | Andata | Ritorno |
| --------------- | ------ | ------------- | ------ | ------- |
| Tre Fiori       | 1 - 5  | Valletta      | 0 - 3  | 1 - 2   |
| FC Santa Coloma | 0 - 4  | F91 Dudelange | 0 - 2  | 0 - 2   |

#### Secondo turno
| Squadra 1         | Totale | Squadra 2        | Andata | Ritorno |
| ----------------- | ------ | ---------------- | ------ | ------- |
| Maccabi Haifa     | 7 - 4  | Borac Banja Luka | 5 - 1  | 2 - 3   |
| Mogren            | 1 - 5  | Liteks Loveč     | 1 - 2  | 0 - 3   |
| Maribor           | 5 - 1  | F91 Dudelange    | 2 - 0  | 3 - 1   |
| Skënderbeu        | 0 - 6  | APOEL            | 0 - 2  | 0 - 4   |
| Slovan Bratislava | 3 - 1  | Tobyl            | 2 - 0  | 1 - 1   |
| Sturm Graz        | 4 - 3  | Fehérvár         | 2 - 0  | 2 - 3   |
| Zest'aponi        | 3 - 2  | Dacia Chișinău   | 3 - 0  | 0 - 2   |
| Dinamo Zagabria   | 3 - 0  | Neftçi Baku      | 3 - 0  | 0 - 0   |
| P'yownik          | 1 - 9  | Viktoria Plzeň   | 0 - 4  | 1 - 5   |
| Partizan          | 5 - 0  | Škendija         | 4 - 0  | 1 - 0   |
| Valletta]         | 2 - 4  | Ekranas          | 2 - 3  | 0 - 1   |
| Malmö FF          | 3 - 1  | HB Tórshavn      | 2 - 0  | 1 - 1   |
| Shamrock Rovers   | 1 - 0  | Flora Tallinn    | 1 - 0  | 0 - 0   |
| Rosenborg         | 5 - 2  | Breiðablik       | 5 - 0  | 0 - 2   |
| Bangor City       | 0 - 13 | HJK              | 0 - 3  | 0 - 10  |
| Skonto            | 0 - 3  | Wisła Cracovia   | 0 - 1  | 0 - 2   |
| Linfield          | 1 - 3  | BATĖ Borisov     | 1 - 1  | 0 - 2   |

#### Terzo turno

##### Campioni
| Squadra 1     | Totale | Squadra 2         | Andata | Ritorno |
| ------------- | ------ | ----------------- | ------ | ------- |
| Liteks Loveč  | 2 - 5  | Wisła Cracovia    | 1 - 2  | 1 - 3   |
| Maccabi Haifa | 3 - 2  | Maribor           | 2 - 1  | 1 - 1   |
| HJK           | 1 - 3  | Dinamo Zagabria   | 1 - 2  | 0 - 1   |
| APOEL         | 2 - 0  | Slovan Bratislava | 0 - 0  | 2 - 0   |
| Copenaghen    | 3 - 0  | Shamrock Rovers   | 1 - 0  | 2 - 0   |
| Genk          | 3 - 2  | Partizan          | 2 - 1  | 1 - 1   |
| Rosenborg     | 2 - 4  | Viktoria Plzeň    | 0 - 1  | 2 - 3   |
| Zest'aponi    | 1 - 2  | Sturm Graz        | 1 - 1  | 0 - 1   |
| Ekranas       | 1 - 3  | BATĖ Borisov      | 0 - 0  | 1 - 3   |
| Rangers       | 1 - 2  | Malmö FF          | 0 - 1  | 1 - 1   |

##### Piazzati
| Squadra 1      | Totale | Squadra 2     | Andata | Ritorno |
| -------------- | ------ | ------------- | ------ | ------- |
| Standard Liegi | 1 - 2  | Zurigo        | 1 - 1  | 0 - 1   |
| Twente         | 2 - 0  | Vaslui        | 2 - 0  | 0 - 0   |
| Benfica        | 3 - 1  | Trabzonspor   | 2 - 0  | 1 - 1   |
| Dinamo Kiev    | 1 - 4  | Rubin         | 0 - 2  | 1 - 2   |
| Odense         | 5 - 4  | Panathīnaïkos | 1 - 1  | 4 - 3   |

#### Play-off

##### Campioni
| Squadra 1       | Totale          | Squadra 2      | Andata | Ritorno     |
| --------------- | --------------- | -------------- | ------ | ----------- |
| Wisła Cracovia  | 2 - 3           | APOEL          | 1 - 0  | 1 - 3       |
| Maccabi Haifa   | 3 - 3 (1-4 dtr) | Genk           | 2 - 1  | 1 - 2 (dts) |
| Dinamo Zagabria | 4 - 3           | Malmö FF       | 4 - 1  | 0 - 2       |
| Copenaghen      | 2 - 5           | Viktoria Plzeň | 1 - 3  | 1 - 2       |
| BATĖ Borisov    | 3 - 1           | Sturm Graz     | 1 - 1  | 2 - 0       |

##### Piazzati
| Squadra 1     | Totale | Squadra 2  | Andata | Ritorno |
| ------------- | ------ | ---------- | ------ | ------- |
| Odense        | 1 - 3  | Villarreal | 1 - 0  | 0 - 3   |
| Twente        | 3 - 5  | Benfica    | 2 - 2  | 1 - 3   |
| Arsenal       | 3 - 1  | Udinese    | 1 - 0  | 2 - 1   |
| Bayern Monaco | 3 - 0  | Zurigo     | 2 - 0  | 1 - 0   |
| Lione         | 4 - 2  | Rubin      | 3 - 1  | 1 - 1   |

### Fase a gironi

#### Sorteggio
Per stabilire la composizione degli otto gruppi, le squadre qualificate sono state suddivise in quattro fasce in base al ranking UEFA 2011.
In fase di sorteggio, ogni gruppo è stato formato da una testa di serie più altre tre squadre ciascuna appartenente a una fascia diversa (non potevano però essere sorteggiate nello stesso gruppo squadre provenienti dalla medesima nazione).
Il risultato del sorteggio è stato il seguente:
| Gruppo | Fascia 1       | Fascia 2            | Fascia 3              | Fascia 4          |
| ------ | -------------- | ------------------- | --------------------- | ----------------- |
| A      | Bayern Monaco  | Villarreal          | Manchester City       | Napoli            |
| B      | Inter          | CSKA Mosca          | Lilla                 | Trabzonspor       |
| C      | Manchester Utd | Benfica             | Basilea               | Oțelul Galați     |
| D      | Real Madrid    | Olympique Lione     | Ajax                  | Dinamo Zagabria   |
| E      | Chelsea        | Valencia            | Bayer Leverkusen      | Genk              |
| F      | Arsenal        | Olympique Marsiglia | Olympiacos            | Borussia Dortmund |
| G      | Porto          | Šachtar             | Zenit San Pietroburgo | APOEL             |
| H      | Barcellona     | Milan               | BATĖ Borisov          | Viktoria Plzeň    |

##### Gruppo A
| Squadra         | Pt | G | V | N | P | GF | GS | DG  |
| --------------- | -- | - | - | - | - | -- | -- | --- |
| Bayern Monaco   | 13 | 6 | 4 | 1 | 1 | 11 | 6  | +5  |
| Napoli          | 11 | 6 | 3 | 2 | 1 | 10 | 6  | +4  |
| Manchester City | 10 | 6 | 3 | 1 | 2 | 9  | 6  | +3  |
| Villarreal      | 0  | 6 | 0 | 0 | 6 | 2  | 14 | -12 |

| Squadra 1       | Risultato   | Squadra 2       |
| 1ª giornata     | 1ª giornata | 1ª giornata     |
| --------------- | ----------- | --------------- |
| Manchester City | 1 - 1       | Napoli          |
| Villarreal      | 0 - 2       | Bayern Monaco   |
| 2ª giornata     |             |                 |
| Bayern Monaco   | 2 - 0       | Manchester City |
| Napoli          | 2 - 0       | Villarreal      |
| 3ª giornata     |             |                 |
| Napoli          | 1 - 1       | Bayern Monaco   |
| Manchester City | 2 - 1       | Villarreal      |
| 4ª giornata     |             |                 |
| Bayern Monaco   | 3 - 2       | Napoli          |
| Villarreal      | 0 - 3       | Manchester City |
| 5ª giornata     |             |                 |
| Napoli          | 2 - 1       | Manchester City |
| Bayern Monaco   | 3 - 1       | Villarreal      |
| 6ª giornata     |             |                 |
| Manchester City | 2 - 0       | Bayern Monaco   |
| Villarreal      | 0 - 2       | Napoli          |

##### Gruppo B
| Squadra     | Pt | G | V | N | P | GF | GS | DG |
| ----------- | -- | - | - | - | - | -- | -- | -- |
| Inter       | 10 | 6 | 3 | 1 | 2 | 8  | 7  | +1 |
| CSKA Mosca  | 8  | 6 | 2 | 2 | 2 | 9  | 8  | +1 |
| Trabzonspor | 7  | 6 | 1 | 4 | 1 | 3  | 5  | -2 |
| Lilla       | 6  | 6 | 1 | 3 | 2 | 6  | 6  | 0  |

| Squadra 1   | Risultato   | Squadra 2   |
| 1ª giornata | 1ª giornata | 1ª giornata |
| ----------- | ----------- | ----------- |
| Inter       | 0 - 1       | Trabzonspor |
| Lilla       | 2 - 2       | CSKA Mosca  |
| 2ª giornata |             |             |
| CSKA Mosca  | 2 - 3       | Inter       |
| Trabzonspor | 1 - 1       | Lilla       |
| 3ª giornata |             |             |
| CSKA Mosca  | 3 - 0       | Trabzonspor |
| Lilla       | 0 - 1       | Inter       |
| 4ª giornata |             |             |
| Inter       | 2 - 1       | Lilla       |
| Trabzonspor | 0 - 0       | CSKA Mosca  |
| 5ª giornata |             |             |
| Trabzonspor | 1 - 1       | Inter       |
| CSKA Mosca  | 0 - 2       | Lilla       |
| 6ª giornata |             |             |
| Inter       | 1 - 2       | CSKA Mosca  |
| Lilla       | 0 - 0       | Trabzonspor |

##### Gruppo C
| Squadra        | Pt | G | V | N | P | GF | GS | DG |
| -------------- | -- | - | - | - | - | -- | -- | -- |
| Benfica        | 12 | 6 | 3 | 3 | 0 | 8  | 4  | +4 |
| Basilea        | 11 | 6 | 3 | 2 | 1 | 11 | 10 | +1 |
| Manchester Utd | 9  | 6 | 2 | 3 | 1 | 11 | 8  | +3 |
| Oțelul Galați  | 0  | 6 | 0 | 0 | 6 | 3  | 11 | -8 |

| Squadra 1      | Risultato   | Squadra 2      |
| 1ª giornata    | 1ª giornata | 1ª giornata    |
| -------------- | ----------- | -------------- |
| Basilea        | 2 - 1       | Oțelul Galați  |
| Benfica        | 1 - 1       | Manchester Utd |
| 2ª giornata    |             |                |
| Manchester Utd | 3 - 3       | Basilea        |
| Oțelul Galați  | 0 - 1       | Benfica        |
| 3ª giornata    |             |                |
| Basilea        | 0 - 2       | Benfica        |
| Oțelul Galați  | 0 - 2       | Manchester Utd |
| 4ª giornata    |             |                |
| Benfica        | 1 - 1       | Basilea        |
| Manchester Utd | 2 - 0       | Oțelul Galați  |
| 5ª giornata    |             |                |
| Manchester Utd | 2 - 2       | Benfica        |
| Oțelul Galați  | 2 - 3       | Basilea        |
| 6ª giornata    |             |                |
| Basilea        | 2 - 1       | Manchester Utd |
| Benfica        | 1 - 0       | Oțelul Galați  |

##### Gruppo D
| Squadra         | Pt | G | V | N | P | GF | GS | DG  |
| --------------- | -- | - | - | - | - | -- | -- | --- |
| Real Madrid     | 18 | 6 | 6 | 0 | 0 | 19 | 2  | +17 |
| Olympique Lione | 8  | 6 | 2 | 2 | 2 | 9  | 7  | +2  |
| Ajax            | 8  | 6 | 2 | 2 | 2 | 6  | 6  | 0   |
| Dinamo Zagabria | 0  | 6 | 0 | 0 | 6 | 3  | 22 | -19 |

| Squadra 1       | Risultato   | Squadra 2       |
| 1ª giornata     | 1ª giornata | 1ª giornata     |
| --------------- | ----------- | --------------- |
| Ajax            | 0 - 0       | Olympique Lione |
| Dinamo Zagabria | 0 - 1       | Real Madrid     |
| 2ª giornata     |             |                 |
| Olympique Lione | 2 - 0       | Dinamo Zagabria |
| Real Madrid     | 3 - 0       | Ajax            |
| 3ª giornata     |             |                 |
| Dinamo Zagabria | 0 - 2       | Ajax            |
| Real Madrid     | 4 - 0       | Olympique Lione |
| 4ª giornata     |             |                 |
| Ajax            | 4 - 0       | Dinamo Zagabria |
| Olympique Lione | 0 - 2       | Real Madrid     |
| 5ª giornata     |             |                 |
| Olympique Lione | 0 - 0       | Ajax            |
| Real Madrid     | 6 - 2       | Dinamo Zagabria |
| 6ª giornata     |             |                 |
| Ajax            | 0 - 3       | Real Madrid     |
| Dinamo Zagabria | 1 - 7       | Olympique Lione |

##### Gruppo E
| Squadra          | Pt | G | V | N | P | GF | GS | DG  |
| ---------------- | -- | - | - | - | - | -- | -- | --- |
| Chelsea          | 11 | 6 | 3 | 2 | 1 | 13 | 4  | +9  |
| Bayer Leverkusen | 10 | 6 | 3 | 1 | 2 | 8  | 8  | 0   |
| Valencia         | 8  | 6 | 2 | 2 | 2 | 12 | 7  | +5  |
| Genk             | 3  | 6 | 0 | 3 | 3 | 2  | 16 | -14 |

| Squadra 1        | Risultato   | Squadra 2        |
| 1ª giornata      | 1ª giornata | 1ª giornata      |
| ---------------- | ----------- | ---------------- |
| Chelsea          | 2 - 0       | Bayer Leverkusen |
| Genk             | 0 - 0       | Valencia         |
| 2ª giornata      |             |                  |
| Bayer Leverkusen | 2 - 0       | Genk             |
| Valencia         | 1 - 1       | Chelsea          |
| 3ª giornata      |             |                  |
| Bayer Leverkusen | 2 - 1       | Valencia         |
| Chelsea          | 5 - 0       | Genk             |
| 4ª giornata      |             |                  |
| Genk             | 1 - 1       | Chelsea          |
| Valencia         | 3 - 1       | Bayer Leverkusen |
| 5ª giornata      |             |                  |
| Bayer Leverkusen | 2 - 1       | Chelsea          |
| Valencia         | 7 - 0       | Genk             |
| 6ª giornata      |             |                  |
| Chelsea          | 3 - 0       | Valencia         |
| Genk             | 1 - 1       | Bayer Leverkusen |

##### Gruppo F
| Squadra             | Pt | G | V | N | P | GF | GS | DG |
| ------------------- | -- | - | - | - | - | -- | -- | -- |
| Arsenal             | 11 | 6 | 3 | 2 | 1 | 7  | 6  | +1 |
| Olympique Marsiglia | 10 | 6 | 3 | 1 | 2 | 7  | 4  | +3 |
| Olympiacos          | 9  | 6 | 3 | 0 | 3 | 8  | 6  | +2 |
| Borussia Dortmund   | 4  | 6 | 1 | 1 | 4 | 6  | 12 | -6 |

| Squadra 1           | Risultato   | Squadra 2           |
| 1ª giornata         | 1ª giornata | 1ª giornata         |
| ------------------- | ----------- | ------------------- |
| Borussia Dortmund   | 1 - 1       | Arsenal             |
| Olympiacos          | 0 - 1       | Olympique Marsiglia |
| 2ª giornata         |             |                     |
| Arsenal             | 2 - 1       | Olympiacos          |
| Olympique Marsiglia | 3 - 0       | Borussia Dortmund   |
| 3ª giornata         |             |                     |
| Olympiacos          | 3 - 1       | Borussia Dortmund   |
| Olympique Marsiglia | 0 - 1       | Arsenal             |
| 4ª giornata         |             |                     |
| Arsenal             | 0 - 0       | Olympique Marsiglia |
| Borussia Dortmund   | 1 - 0       | Olympiacos          |
| 5ª giornata         |             |                     |
| Arsenal             | 2 - 1       | Borussia Dortmund   |
| Olympique Marsiglia | 0 - 1       | Olympiacos          |
| 6ª giornata         |             |                     |
| Borussia Dortmund   | 2 - 3       | Olympique Marsiglia |
| Olympiacos          | 3 - 1       | Arsenal             |

##### Gruppo G
| Squadra               | Pt | G | V | N | P | GF | GS | DG |
| --------------------- | -- | - | - | - | - | -- | -- | -- |
| APOEL                 | 9  | 6 | 2 | 3 | 1 | 6  | 6  | 0  |
| Zenit San Pietroburgo | 9  | 6 | 2 | 3 | 1 | 7  | 5  | +2 |
| Porto                 | 8  | 6 | 2 | 2 | 2 | 7  | 7  | 0  |
| Šachtar               | 5  | 6 | 1 | 2 | 3 | 6  | 8  | -2 |

| Squadra 1             | Risultato   | Squadra 2             |
| 1ª giornata           | 1ª giornata | 1ª giornata           |
| --------------------- | ----------- | --------------------- |
| APOEL                 | 2 - 1       | Zenit San Pietroburgo |
| Porto                 | 2 - 1       | Šachtar               |
| 2ª giornata           |             |                       |
| Šachtar               | 1 - 1       | APOEL                 |
| Zenit San Pietroburgo | 3 - 1       | Porto                 |
| 3ª giornata           |             |                       |
| Porto                 | 1 - 1       | APOEL                 |
| Šachtar               | 2 - 2       | Zenit San Pietroburgo |
| 4ª giornata           |             |                       |
| APOEL                 | 2 - 1       | Porto                 |
| Zenit San Pietroburgo | 1 - 0       | Šachtar               |
| 5ª giornata           |             |                       |
| Šachtar               | 0 - 2       | Porto                 |
| Zenit San Pietroburgo | 0 - 0       | APOEL                 |
| 6ª giornata           |             |                       |
| APOEL                 | 0 - 2       | Šachtar               |
| Porto                 | 0 - 0       | Zenit San Pietroburgo |

##### Gruppo H
| Squadra        | Pt | G | V | N | P | GF | GS | DG  |
| -------------- | -- | - | - | - | - | -- | -- | --- |
| Barcellona     | 16 | 6 | 5 | 1 | 0 | 20 | 4  | +16 |
| Milan          | 9  | 6 | 2 | 3 | 1 | 11 | 8  | +3  |
| Viktoria Plzeň | 5  | 6 | 1 | 2 | 3 | 4  | 11 | -7  |
| BATĖ Borisov   | 2  | 6 | 0 | 2 | 4 | 2  | 14 | -12 |

| Squadra 1      | Risultato   | Squadra 2      |
| 1ª giornata    | 1ª giornata | 1ª giornata    |
| -------------- | ----------- | -------------- |
| Barcellona     | 2 - 2       | Milan          |
| Viktoria Plzeň | 1 - 1       | BATĖ Borisov   |
| 2ª giornata    |             |                |
| BATĖ Borisov   | 0 - 5       | Barcellona     |
| Milan          | 2 - 0       | Viktoria Plzeň |
| 3ª giornata    |             |                |
| Barcellona     | 2 - 0       | Viktoria Plzeň |
| Milan          | 2 - 0       | BATĖ Borisov   |
| 4ª giornata    |             |                |
| BATĖ Borisov   | 1 - 1       | Milan          |
| Viktoria Plzeň | 0 - 4       | Barcellona     |
| 5ª giornata    |             |                |
| BATĖ Borisov   | 0 - 1       | Viktoria Plzeň |
| Milan          | 2 - 3       | Barcellona     |
| 6ª giornata    |             |                |
| Barcellona     | 4 - 0       | BATĖ Borisov   |
| Viktoria Plzeň | 2 - 2       | Milan          |

### Fase a eliminazione diretta

#### Tabellone
|  | Ottavi di finale          | Ottavi di finale | Ottavi di finale | Ottavi di finale |       |                     | Quarti di finale | Quarti di finale | Quarti di finale | Quarti di finale |  |                     | Semifinali | Semifinali | Semifinali | Semifinali |               |       | Finale | Finale |
|  |                           |                  |                  |                  |       |                     |                  |                  |                  |                  |  |                     |            |            |            |            |               |       |        |        |
|  | Olympique Marsiglia (gfc) | 1                | 1                | 2                |       |                     |                  |                  |                  |                  |  |                     |            |            |            |            |               |       |        |        |
|  | Inter                     | 0                | 2                | 2                |       |                     |                  |                  |                  |                  |  |                     |            |            |            |            |               |       |        |        |
|  | Inter                     | 0                | 2                | 2                |       | Olympique Marsiglia | 0                | 0                | 0                |                  |  |                     |            |            |            |            |               |       |        |        |
|  |                           |                  |                  |                  |       | Olympique Marsiglia | 0                | 0                | 0                |                  |  |                     |            |            |            |            |               |       |        |        |
|  |                           | Bayern Monaco    | 2                | 2                | 4     |                     |                  |                  |                  |                  |  |                     |            |            |            |            |               |       |        |        |
|  | Basilea                   | Bayern Monaco    | 2                | 2                | 4     | 1                   | 0                | 1                |                  |                  |  |                     |            |            |            |            |               |       |        |        |
|  | Basilea                   |                  |                  |                  |       | 1                   | 0                | 1                |                  |                  |  |                     |            |            |            |            |               |       |        |        |
|  | Bayern Monaco             | 0                | 7                | 7                |       |                     |                  |                  |                  |                  |  |                     |            |            |            |            |               |       |        |        |
|  | Bayern Monaco             | 0                | 7                | 7                |       |                     |                  |                  |                  |                  |  | Bayern Monaco (dcr) | 2          | 1          | 3 (3)      |            |               |       |        |        |
|  |                           |                  |                  |                  |       |                     |                  |                  |                  |                  |  | Bayern Monaco (dcr) | 2          | 1          | 3 (3)      |            |               |       |        |        |
|  |                           | Real Madrid      | 1                | 2                | 3 (1) |                     |                  |                  |                  |                  |  |                     |            |            |            |            |               |       |        |        |
|  | Olympique Lione           | Real Madrid      | 1                | 2                | 3 (1) | 1                   | 0                | 1 (3)            |                  |                  |  |                     |            |            |            |            |               |       |        |        |
|  | Olympique Lione           |                  |                  |                  |       | 1                   | 0                | 1 (3)            |                  |                  |  |                     |            |            |            |            |               |       |        |        |
|  | APOEL (dcr)               | 0                | 1                | 1 (4)            |       |                     |                  |                  |                  |                  |  |                     |            |            |            |            |               |       |        |        |
|  | APOEL (dcr)               | 0                | 1                | 1 (4)            |       | APOEL               | 0                | 2                | 2                |                  |  |                     |            |            |            |            |               |       |        |        |
|  |                           |                  |                  |                  |       | APOEL               | 0                | 2                | 2                |                  |  |                     |            |            |            |            |               |       |        |        |
|  |                           | Real Madrid      | 3                | 5                | 8     |                     |                  |                  |                  |                  |  |                     |            |            |            |            |               |       |        |        |
|  | CSKA Mosca                | Real Madrid      | 3                | 5                | 8     | 1                   | 1                | 2                |                  |                  |  |                     |            |            |            |            |               |       |        |        |
|  | CSKA Mosca                |                  |                  |                  |       | 1                   | 1                | 2                |                  |                  |  |                     |            |            |            |            |               |       |        |        |
|  | Real Madrid               | 1                | 4                | 5                |       |                     |                  |                  |                  |                  |  |                     |            |            |            |            |               |       |        |        |
|  | Real Madrid               | 1                | 4                | 5                |       |                     |                  |                  |                  |                  |  |                     |            |            |            |            | Bayern Monaco | 1 (3) |        |        |
|  |                           |                  |                  |                  |       |                     |                  |                  |                  |                  |  |                     |            |            |            |            |               | 1 (3) |        |        |
|  |                           | Chelsea (dcr)    | 1 (4)            |                  |       |                     |                  |                  |                  |                  |  |                     |            |            |            |            |               |       |        |        |
|  | Zenit San Pietroburgo     | Chelsea (dcr)    | 1 (4)            | 3                | 0     | 3                   |                  |                  |                  |                  |  |                     |            |            |            |            |               |       |        |        |
|  | Zenit San Pietroburgo     |                  |                  | 3                | 0     | 3                   |                  |                  |                  |                  |  |                     |            |            |            |            |               |       |        |        |
|  | Benfica                   | 2                | 2                | 4                |       |                     |                  |                  |                  |                  |  |                     |            |            |            |            |               |       |        |        |
|  | Benfica                   | 2                | 2                | 4                |       | Benfica             | 0                | 1                | 1                |                  |  |                     |            |            |            |            |               |       |        |        |
|  |                           |                  |                  |                  |       | Benfica             | 0                | 1                | 1                |                  |  |                     |            |            |            |            |               |       |        |        |
|  |                           | Chelsea          | 1                | 2                | 3     |                     |                  |                  |                  |                  |  |                     |            |            |            |            |               |       |        |        |
|  | Napoli                    | Chelsea          | 1                | 2                | 3     | 3                   | 1                | 4                |                  |                  |  |                     |            |            |            |            |               |       |        |        |
|  | Napoli                    |                  |                  |                  |       | 3                   | 1                | 4                |                  |                  |  |                     |            |            |            |            |               |       |        |        |
|  | Chelsea (dts)             | 1                | 4                | 5                |       |                     |                  |                  |                  |                  |  |                     |            |            |            |            |               |       |        |        |
|  | Chelsea (dts)             | 1                | 4                | 5                |       |                     |                  |                  |                  |                  |  | Chelsea             | 1          | 2          | 3          |            |               |       |        |        |
|  |                           |                  |                  |                  |       |                     |                  |                  |                  |                  |  | Chelsea             | 1          | 2          | 3          |            |               |       |        |        |
|  |                           | Barcellona       | 0                | 2                | 2     |                     |                  |                  |                  |                  |  |                     |            |            |            |            |               |       |        |        |
|  | Milan                     | Barcellona       | 0                | 2                | 2     | 4                   | 0                | 4                |                  |                  |  |                     |            |            |            |            |               |       |        |        |
|  | Milan                     |                  |                  |                  |       | 4                   | 0                | 4                |                  |                  |  |                     |            |            |            |            |               |       |        |        |
|  | Arsenal                   | 0                | 3                | 3                |       |                     |                  |                  |                  |                  |  |                     |            |            |            |            |               |       |        |        |
|  | Arsenal                   | 0                | 3                | 3                |       | Milan               | 0                | 1                | 1                |                  |  |                     |            |            |            |            |               |       |        |        |
|  |                           |                  |                  |                  |       | Milan               | 0                | 1                | 1                |                  |  |                     |            |            |            |            |               |       |        |        |
|  |                           | Barcellona       | 0                | 3                | 3     |                     |                  |                  |                  |                  |  |                     |            |            |            |            |               |       |        |        |
|  | Bayer Leverkusen          | Barcellona       | 0                | 3                | 3     | 1                   | 1                | 2                |                  |                  |  |                     |            |            |            |            |               |       |        |        |
|  | Bayer Leverkusen          |                  |                  |                  |       | 1                   | 1                | 2                |                  |                  |  |                     |            |            |            |            |               |       |        |        |
|  | Barcellona                | 3                | 7                | 10               |       |                     |                  |                  |                  |                  |  |                     |            |            |            |            |               |       |        |        |

#### Ottavi di finale

##### Sorteggio
Il sorteggio degli Ottavi di finale si è svolto il 16 dicembre 2011 a Nyon presso la sede ufficiale dell'UEFA. In fase di sorteggio sono state tenute presenti le seguenti regole:
- Ogni squadra arrivata prima nel proprio gruppo gioca contro una squadra arrivata seconda e viceversa.
- Squadre provenienti dallo stesso gruppo non possono affrontarsi.

Prime classificate:
- Bayern Monaco (girone A)
- Inter (girone B)
- Benfica (girone C)
- Real Madrid (girone D)
- Chelsea (girone E)
- Arsenal (girone F)
- APOEL (girone G)
- Barcellona (girone H)

Seconde classificate:
- Napoli (girone A)
- CSKA Mosca (girone B)
- Basilea (girone C)
- Olympique Lione (girone D)
- Bayer Leverkusen (girone E)
- Olympique Marsiglia (girone F)
- Zenit San Pietroburgo (girone G)
- Milan (girone H)

Tali accoppiamenti sono stati sorteggiati con il seguente esito:
1. O. Lione - APOEL
2. Napoli - Chelsea
3. Milan - Arsenal
4. Basilea - Bayern Monaco
5. Bayer Leverkusen - Barcellona
6. CSKA Mosca - Real Madrid
7. Zenit San Pietroburgo - Benfica
8. O. Marsiglia - Inter

##### Tabella riassuntiva
| Squadra 1             | Totale          | Squadra 2     | Andata | Ritorno     |
| --------------------- | --------------- | ------------- | ------ | ----------- |
| O. Lione              | 1 - 1 (3-4 dtr) | APOEL         | 1 - 0  | 0 - 1 (dts) |
| Napoli                | 4 - 5           | Chelsea       | 3 - 1  | 1 - 4 (dts) |
| Milan                 | 4 - 3           | Arsenal       | 4 - 0  | 0 - 3       |
| Basilea               | 1 - 7           | Bayern Monaco | 1 - 0  | 0 - 7       |
| Bayer Leverkusen      | 2 - 10          | Barcellona    | 1 - 3  | 1 - 7       |
| CSKA Mosca            | 2 - 5           | Real Madrid   | 1 - 1  | 1 - 4       |
| Zenit San Pietroburgo | 3 - 4           | Benfica       | 3 - 2  | 0 - 2       |
| O. Marsiglia          | 2 - 2           | Inter         | 1 - 0  | 1 -2        |

#### Sorteggio dei quarti di finale, delle semifinali e della finale
L'esito del sorteggio (senza limitazioni) degli accoppiamenti per i quarti di finale e le semifinali e dell'ordine di abbinamento della finale è stato il seguente:
1. APOEL - Real Madrid
2. O. Marsiglia - Bayern Monaco
3. Benfica - Chelsea
4. Milan - Barcellona

#### Quarti di finale
| Squadra 1    | Totale | Squadra 2     | Andata | Ritorno |
| ------------ | ------ | ------------- | ------ | ------- |
| APOEL        | 2 - 8  | Real Madrid   | 0 - 3  | 2 - 5   |
| O. Marsiglia | 0 - 4  | Bayern Monaco | 0 - 2  | 0 - 2   |
| Benfica      | 1 - 3  | Chelsea       | 0 - 1  | 1 - 2   |
| Milan        | 1 - 3  | Barcellona    | 0 - 0  | 1 - 3   |

#### Semifinali
| Squadra 1     | Totale          | Squadra 2   | Andata | Ritorno     |
| ------------- | --------------- | ----------- | ------ | ----------- |
| Bayern Monaco | 3 - 3 (3-1 dtr) | Real Madrid | 2 - 1  | 1 - 2 (dts) |
| Chelsea       | 3 - 2           | Barcellona  | 1 - 0  | 2 - 2       |

#### Finale
| Arbitro: | Proença |

|                                      |                      |                                     |
| Müller 83’                           | Marcatori            | 88’ Drogba                          |
| Lahm Gómez Neuer Olić Schweinsteiger | Tiri di rigore 3 – 4 | Mata David Luiz Lampard Cole Drogba |

|  | Bayern Monaco | Chelsea |

| Bayern Monaco (4-2-3-1) |    |                        |    |     |
|                         |    |                        |    |     |
| P                       | 1  | Manuel Neuer           |    |     |
| D                       | 21 | Philipp Lahm (C)       |    |     |
| D                       | 17 | Jérôme Boateng         |    |     |
| D                       | 44 | Anatoliy Tymoshchuk    |    |     |
| D                       | 26 | Diego Contento         |    |     |
| C                       | 31 | Bastian Schweinsteiger | 2’ |     |
| C                       | 39 | Toni Kroos             |    |     |
| C                       | 10 | Arjen Robben           |    |     |
| C                       | 7  | Franck Ribéry          |    | 97’ |
| C                       | 25 | Thomas Müller          |    | 87’ |
| A                       | 33 | Mario Gómez            |    |     |
| Sostituti:              |    |                        |    |     |
| P                       | 22 | Hans-Jörg Butt         |    |     |
| D                       | 5  | Daniel Van Buyten      |    | 87’ |
| D                       | 13 | Rafinha                |    |     |
| C                       | 14 | Takashi Usami          |    |     |
| C                       | 23 | Danijel Pranjić        |    |     |
| A                       | 9  | Nils Petersen          |    |     |
| A                       | 11 | Ivica Olić             |    | 97’ |
| Allenatore:             |    |                        |    |     |
| Jupp Heynckes           |    |                        |    |     |

| Chelsea (4-2-3-1) |    |                   |     |          |
|                   |    |                   |     |          |
| P                 | 1  | Petr Čech         |     |          |
| D                 | 17 | José Bosingwa     |     |          |
| D                 | 4  | David Luiz        | 86’ |          |
| D                 | 24 | Gary Cahill       |     |          |
| D                 | 3  | Ashley Cole       | 81’ |          |
| C                 | 12 | John Obi Mikel    |     |          |
| C                 | 8  | Frank Lampard (C) |     |          |
| C                 | 21 | Salomon Kalou     |     | 84’      |
| C                 | 10 | Juan Manuel Mata  |     |          |
| C                 | 34 | Ryan Bertrand     |     | 73’      |
| A                 | 11 | Didier Drogba     | 93’ |          |
| Sostituti:        |    |                   |     |          |
| P                 | 22 | Ross Turnbull     |     |          |
| D                 | 19 | Paulo Ferreira    |     |          |
| C                 | 5  | Michael Essien    |     |          |
| C                 | 6  | Oriol Romeu       |     |          |
| C                 | 15 | Florent Malouda   |     | 73’      |
| A                 | 23 | Daniel Sturridge  |     |          |
| A                 | 9  | Fernando Torres   |     | 120’ 84’ |
| Allenatore:       |    |                   |     |          |
| Roberto Di Matteo |    |                   |     |          |

| Uomo partita UEFA: Didier Drogba Uomo partita dei tifosi: Petr Čech Assistenti: Bertino Miranda Ricardo Santos 4º ufficiale: Carlos Velasco Carballo Altri assistenti: Manuel De Sousa Duarte Gomes |

## Classifica marcatori
Sono escluse le gare dei turni preliminari.
Aggiornata al 19 maggio 2012
| Gol | Rigori | Minuti giocati | Giocatore           | Squadra               |
| --- | ------ | -------------- | ------------------- | --------------------- |
| 14  | 4      | 990'           | Lionel Messi        | Barcellona            |
| 12  |        | 1003'          | Mario Gómez         | Bayern Monaco         |
| 10  | 2      | 930'           | Cristiano Ronaldo   | Real Madrid           |
| 7   |        | 761'           | Karim Benzema       | Real Madrid           |
| 6   |        | 670'           | Didier Drogba       | Chelsea               |
| 5   |        | 306'           | José María Callejón | Real Madrid           |
| 5   | 1      | 515'           | Roberto Soldado     | Valencia              |
| 5   |        | 530'           | Bafétimbi Gomis     | O. Lione              |
| 5   | 2      | 611'           | Alexander Frei      | Basilea               |
| 5   |        | 611'           | Seydou Doumbia      | CSKA Mosca            |
| 5   |        | 658'           | Roman Širokov       | Zenit San Pietroburgo |
| 5   | 1      | 701'           | Edinson Cavani      | Napoli                |
| 5   | 2      | 720'           | Zlatan Ibrahimović  | Milan                 |
| 4   | 1      | 493'           | Robin van Persie    | Arsenal               |
| 4   | 1      | 497'           | Pedro Rodríguez     | Barcellona            |
| 4   | 1      | 528'           | Hulk                | Porto                 |
| 4   |        | 607'           | Gustavo Manduca     | APOEL                 |
| 4   |        | 612'           | Óscar Cardozo       | Benfica               |
| 4   | 1      | 669'           | Arjen Robben        | Bayern Monaco         |
| 4   | 1      | 809'           | André Ayew          | O. Marsiglia          |

## Classifica assist
Aggiornata al 19 maggio 2012
|  | Assist | Minuti giocati | Giocatore          | Squadra       |
|  | ------ | -------------- | ------------------ | ------------- |
|  | 5      | 441'           | Kaká               | Real Madrid   |
|  | 5      | 761'           | Karim Benzema      | Real Madrid   |
|  | 5      | 810'           | Nicolás Gaitán     | Benfica       |
|  | 5      | 990'           | Lionel Messi       | Barcellona    |
|  | 5      | 1030'          | Franck Ribéry      | Bayern Monaco |
|  | 4      | 347'           | Isaac Cuenca       | Barcellona    |
|  | 4      | 539'           | Marcelo            | Real Madrid   |
|  | 4      | 635'           | Fernando Torres    | Chelsea       |
|  | 4      | 720'           | Zlatan Ibrahimović | Milan         |
|  | 3      | 540'           | Vágner Love        | CSKA Mosca    |
|  | 3      | 660'           | Aly Cissokho       | O. Lione      |
|  | 3      | 661'           | Cesc Fàbregas      | Barcellona    |
|  | 3      | 700'           | Ezequiel Lavezzi   | Napoli        |
|  | 3      | 769'           | C. Charalambidis   | APOEL         |
|  | 3      | 806'           | Mesut Özil         | Real Madrid   |
|  | 3      | 843'           | Frank Lampard      | Chelsea       |
|  | 3      | 855'           | Dani Alves         | Barcellona    |
|  | 3      | 930'           | Cristiano Ronaldo  | Real Madrid   |
|  | 3      | 948'           | Juan Mata          | Chelsea       |
|  | 3      | 1073'          | Toni Kroos         | Bayern Monaco |
|  |        |                |                    |               |